# Avraham Shalom
Avraham Shalom Bendor (en hebreo: אַבְרָהָם שָׁלוֹם בֵּנְדּוֹר‎; 7 de julio de 1928-19 de junio de 2014) fue director del Shin Bet de 1981 a 1986.

## Biografía
Shalom nació en Viena, Austria. En 1939, se mudó con su familia a lo que entonces era el Mandato británico de Palestina. En 1946, se unió al Palmaj y luego combatió en la batalla de Mishmar HaEmek, entre otras batallas.

## Shin Bet
Se unió al Shin Bet en 1950 y participó en la captura de Adolf Eichmann en 1960. Finalmente, fue nombrado director del Shin Bet en 1980
Shalom Bendor era uno de los jefes de la compañía Atwell Security en Tel Aviv, una compañía de seguridad israelí que cuenta con agentes de alto rango del Shin Bet y el Mossad. Peter Malkin ayudó al trato que pondría el control de la seguridad en el World Trade Center a través de un contrato con la Autoridad Portuaria de Nueva York en 1987. Atwell Security era una subsidiaria de Eisenberg Group.

## Muerte
Shalom murió a la edad de 86 años el 19 de junio de 2014 en Tel Aviv, Israel.